# Pedro Mario Álvarez Abrante
Pedro Mario Álvarez Abrante, conegut futbolísticament com a Mario (Santa Cruz de Tenerife, 2 de febrer de 1982) és un exfutbolista canari que jugava com a defensa. Va arribar a jugar un partit amb el primer equip del FC Barcelona.

## Carrera de club
Nascut a Santa Cruz de Tenerife, Illes Canàries, Mario va començar la seva carrera sènior amb l'Atlètic de Madrid, però només va poder representar els seus equips C i B. L'estiu de 2001 va fitxar pel Reial Valladolid, i va debutar a la Lliga la temporada 2001-02, jugant 17 partits i repetint la gesta la següent campanya, encara a la màxima categoria.
L'any 2003-04, Mario va ser cedit al FC Barcelona, apareixent només una vegada oficialment amb el club català, en una derrota per 5-1 a fora contra el Màlaga CF el 3 de desembre de 2003. Com que el Valladolid va baixar al juny, va tornar al club de Castella i Lleó per dues temporades més, ambdues a Segona Divisió.
Mario es va incorporar al Recreativo de Huelva l'any 2006, sent un element important en una temporada en què el conjunt andalús va acabar vuitè a la màxima divisió. El 5 de novembre de 2006 va marcar a l'últim minut de la victòria a casa per 2-1 davant el Gimnàstic de Tarragona.
Per a la temporada 2007-08, Mario va marxar al Getafe CF, sent titular indiscutible en el seu segon any, però rarament apareix a les campanyes següents a causa de les constants lesions. La seva primera aparició l'any 2010-11, una de les tres, només va tenir lloc el 10 de maig de 2011, en una derrota a domicili per 4-0 davant el Reial Madrid.
Mario també va passar llargs períodes al marge amb el seu següent equip, el Reial Betis, després d'haver-s'hi incorporat com a agent lliure el juny de 2011. Va marcar l'únic gol dels verdiblancs el 24 de febrer de 2013 en la derrota a casa del Màlaga per 3-0, però finalment van baixar i va marxar.
A finals de juliol de 2013, Mario va signar un contracte de dos anys amb el FC Baku de la Premier League de l'Azerbaidjan. Va tornar a Espanya l'agost de 2014, acordant un contracte de dos anys al Reial Saragossa.
El 8 de març de 2016, després d'una temporada i mitja a la segona categoria, Mario va marxar a la Premier League tailandesa amb el Muangthong United FC.

## Palmarès
Muangthong United
- Premier League tailandesa: 2016
- Copa de la Lliga tailandesa: 2016
- Copa de Campions de Tailàndia: 2017

Espanya Sub-16
- Campionat d'Europa sub-16 de la UEFA: 1999[16]